# Turó de Céllecs
El turó de Céllecs o Séllecs o Turó Gros és un cim de 536 m d'altitud situat entre els municipis d'Òrrius, a la comarca del Maresme, i de Vilanova del Vallès, al Vallès Oriental. Juntament amb el Turó de Mataró (506 m), situat més al nord, i el Turó Rodó (535 m), situat més al sud, forma la muntanya de Céllecs, que està constituïda per granit i sauló i forma part de la Serralada de Marina, integrada, al seu torn, en la Serralada Litoral Catalana. Al turó de Céllecs hi ha restes del Poblat Ibèric del Turó de Céllecs. El turó és un bon mirador tant del Vallès com del Maresme, ja que és un dels més alts de la zona. Les principals vies d'accés són des de la Roca del Vallès pel sender de petit recorregut PR-C 36, des de les Roquetes (Vilanova del Vallès) pel mateix sender o bé pels GR-92 des del coll de Sant Bartomeu com de la creu de Can Boquet. El cim està inclòs en els 100 cims més emblemàtics de Catalunya segons l'ICC.